# ブロス (バフィーの登場人物)
ブロス (Bro'os) は、アメリカ合衆国のテレビドラマ『バフィー 〜恋する十字架〜』およびコミック『Angel:After the Fall』、『Spike:After the Fall』に登場する架空の人物。
テレビドラマで演じた俳優はレイモンド・オコナー。

## 特徴
- あだ名はティース。
- コミック『Angel:After the Fall』、『Spike:After the Fall』での称号はサンタモニカ卿。
- サメの胴体のような頭を持ち、常に燕尾服を着る。
- 『バフィー』のシーズン6「白紙に戻して」では、数名のバンパイアを護衛として引き連れていた。

## エピソード
初登場は『バフィー』シーズン6「白紙に戻して」。このエピソードでは借金取りとして登場、スパイクから20匹の猫を取り立てようとした。
コミック『Spike:After the Fall』ではサンタモニカ卿として登場する。
初代ビバリーヒルズ卿を殺害したスパイクとイリリアに、2代目のビバリーヒルズ卿の称号を与える。
その後、ダウンタウンロサンゼルス卿らが行った人間狩りに参加、エンジェルによって殺害される。

## 関連する人物
スパイク
バンパイア。
イリリア
悪魔。
ノン
初代ビバリーヒルズ卿。ヒュー・ヘフナー邸を占拠し、アジトにしていた。
ダウンタウンロサンゼルス卿
本名はバーグ。空を飛ぶ能力を持つ緑色の悪魔。